# 8D
Le 8D est une démarche qualité destinée à limiter les problèmes relatifs à l'organisation du travail au sein d'une entreprise ou d'une organisation.
Le sigle vient de l’abréviation de huit disciplines.

## Définition
Le 8D est une démarche permettant de résoudre tous types de questions et aider à la prise de décision. L'acronyme 8D (Eight Disciplines) représente les 8 étapes à mener.

## Histoire
Cette méthode a été développée par Ford dans les années 1980. Elle est très employée dans le management de la qualité en général et l'amélioration continue (Kaizen).

## Intérêts
Cette méthode a pour objectifs de :
- contenir le problème et protéger le client,
- éliminer les causes profondes du problème,
- capitaliser et éviter la récurrence[2].

## Démarche d'utilisation

### Action 1: Préparer le processus 8D
La première étape consiste à désigner le groupe de travail en fonction de certains critères tels que la connaissance et l’expérience des membres de l’équipe quant à la problématique en question, leur disponibilité et leur capacité à travailler de manière collective.
- Mettre en place une équipe qui a la connaissance, le temps, l'autorité et les compétences pour résoudre le problème :
  - la taille de l'équipe dépendra de l'importance du problème ;
  - les personnes peuvent avoir des origines diverses (ingénierie, méthodes, qualité, fabrication, achats, logistique, fournisseur, client, etc.).
- L'équipe désigne un pilote.
- Clarifier les objectifs et les responsabilités.

Nota : on verra dans la suite de l'article que le problème à résoudre est réellement clarifié au niveau de l'action 2. Une fois la clarification du problème effectuée, la composition du groupe doit être confirmée et ajustée.

### Action 2: Décrire le problème
Cette étape doit permettre de faire une description détaillée afin d’assurer une analyse constructive.
- Qui, Quoi, Où, Quand, Comment, Combien et Pourquoi (QQOQCCP).
- Préciser les enjeux.
- Identifier les contraintes.
- Identifier opérationnellement et concrètement les conséquences du problème.

S'il y a des conséquences et que celles-ci sont significatives :
- alors vous avez probablement identifié un problème qu'il faut analyser et résoudre par un 8D ;
- sinon, regardez s'il est nécessaire de faire un 8D.

Note
Pour une bonne définition du problème les méthodes suivantes peuvent être appliquées :
- la méthode QQOQCCP ;
- l'analyse est/n'est pas ;
- les cinq pourquoi (5P) ;
- le diagramme d'Ishikawa (5M) ;
- en fin d'action 2, le problème étant validé, il est nécessaire de confirmer la composition du groupe de résolution. La composition de ce groupe est un facteur essentiel au succès du 8D.

### Action 3: Identifier et mettre en place des actions immédiates
L'objectif de cette étape est de contenir le problème dans l'attente de la mise en place de solutions définitives.
En cas d'urgence, cette action peut se faire préalablement à la constitution d'une équipe pluridisciplinaire.
- Éviter la propagation du problème appelée parfois endiguement (isolation par exemple).
- Définir des actions curatives (i.e. qui corrigent le problème immédiat, sans toutefois s'attaquer aux causes du problème).
- Mettre en place ces actions.
- Mesurer l'efficacité des actions (disparition ou diminution du problème sur l'objet ou le système concerné).

Quelques exemples d'actions immédiates :
- tris ;
- inventaires ;
- isolations ;
- contrôle renforcé ;
- aides visuelles ;
- Murs qualité.

Remarque : cette étape est aussi l'occasion d'approfondir la bonne compréhension du problème.

### Action 4: Identifier les vraies causes
Cette étape consiste à analyser l’origine de la problématique en profondeur.
Le point de départ est la définition du problème de l'action 2.
- Identifier toutes les causes potentielles.
- Vérifier chacune d'elles au regard des données disponibles sur le problème ou de tests.
- Identifier toutes les causes assignables.
- Définir les actions correctives alternatives aux actions immédiates (curatives), pour éliminer les vraies causes.

Afin d'identifier les causes potentielles, différentes méthodes peuvent être appliquées :
- brainstorming ;
- diagramme d'Ishikawa (5M) ;
- cinq pourquoi (5P) ;
- etc.

### Action 5: Identifier et mettre en œuvre les actions correctives permanentes
Cette étape doit permettre de mettre en place les actions correctives afin d’éliminer les causes détectées.
- Ajuster la constitution de l'équipe en fonction des compétences nécessaires.
- Rechercher des solutions. Ne pas censurer les idées originales dans une première étape (brainstorming).
- Déterminer des critères de choix pour valider les solutions :
  - coût ;
  - facilité de mise en œuvre ;
  - délai de mise en œuvre ;
  - participation des personnes concernées au choix de l'action ;
  - contraintes pour les personnes concernées ;
  - portée de l'action (nombre de problèmes résolus) ;
  - efficacité de l'action (suppression ou diminution du problème).
- Planifier la mise en place des actions. Désigner systématiquement un porteur et une date de réalisation pour chaque action.
- Organiser un suivi de la mise en œuvre des actions.
- Après mise en œuvre, suivre l'évolution du problème afin de mettre en œuvre d'éventuelles actions supplémentaires.
- Après validation des actions correctives permanentes, supprimer les actions immédiates.

### Action 6: Valider des actions correctives permanentes
Une fois l’efficacité des actions correctives évaluée, l’équipe de travail doit réfléchir aux différentes possibilités de déploiement sur des produits ou des processus, dans le but de standardiser les actions correctives. Cela peut être fait à travers la mise à jour de certaines méthodes et de certains outils ou de la documentation ou à travers la formation du personnel.
Cette action permet d'assurer que les actions correctives sélectionnées résolvent le problème et ne créent pas d'effets secondaires indésirables.
- Ajuster l'équipe 8D en fonction des compétences requises.
- Confirmer réellement ou statistiquement que l'action corrective sélectionnée résout le problème. Pour ce faire, une série de tests et expériences pourra être définie et réalisée.
- Définir des critères de sélection tels que le coût, les moyens matériels et humains, le délai, les impacts sur le processus et sur le client, la culture d'entreprise, etc.
- Si nécessaires et après appréciation de la qualité des solutions précédentes, de nouvelles actions pourront être définies.

### Action 7: Prévenir toute récidive
- Identifier les possibilités de renouvellement du problème dans le futur ou à d'autres applications.
- Définir des actions préventives pour les systèmes identifiés.
- Actualiser la documentation (procédures, instructions, modes opératoires, plans, formations, organigrammes).

### Action 8: Féliciter l'équipe
La dernière étape de la méthode 8D est de féliciter le groupe et la totalité des participants pour leur contribution.
- Établir un bilan factuel sur un périmètre significatif
- Présenter le bilan :
  - féliciter les efforts collectifs de l'équipe qui a participé au projet ;
  - identifier les apprentissages faits pendant le projet et les capitaliser ;
  - faciliter les échanges ;
  - Donner un feedback.